# Aguas Blancas (Salta)
Aguas Blancas est une localité du nord-ouest de l'Argentine, située dans le département d'Orán de la  province de Salta. Elle se trouve sur la rive droite du río Bermejo, qui fait frontière naturelle entre l'Argentine et la Bolivie.
La ville est connectée au réseau routier argentin par la route nationale 50 qui rejoint San Ramón de la Nueva Orán, puis la route nationale 34 à Pichanal.
Depuis Aguas Blancas, la route provinciale 34 (chemin de terre) mène à la limite sud du parc national Baritú.
Du côté bolivien se trouve la localité de Bermejo dans le département de Tarija.

## Population
La localité comptait 1 403 habitants en 2001, soit une hausse de 34,4 % par rapport aux 1 044 habitants recensés en 1991.